# Uhlany (rejon kamieniecki)
Uhlany (biał. Вугляны, Wuhlany; ros. Угляны, Uglany) – wieś na Białorusi, w obwodzie brzeskim, w rejonie kamienieckim, w sielsowiecie Rzeczyca, przy granicy Parku Narodowego „Puszcza Białowieska”.
W pobliżu Uhlan Leśna Prawa łączy się z Leśną Lewą tworząc Leśną.

## Historia
W XIX i w początkach XX w. położone były w Rosji, w guberni grodzieńskiej, w powiecie prużańskim.
W dwudziestoleciu międzywojennym leżały w Polsce, w województwie poleskim, w powiecie brzeskim, w gminie Kamieniec Litewski. W 1921 miejscowość liczyła 261 mieszkańców, zamieszkałych w 53 budynkach, w tym 246 Białorusinów i 15 Żydów. 246 mieszkańców było wyznania prawosławnego i 15 mojżeszowego.
Po II wojnie światowej w granicach Związku Sowieckiego. Od 1991 w niepodległej Białorusi.